# Gina Bianchini
Gina Bianchini (1972) è un'informatica e imprenditrice statunitense, cofondatrice di Ning.

## Biografia
È considerata tra le donne più potenti della Rete, e ha fondato insieme a Marc Andreessen l'applicazione web multilingua Ning, di cui è stata CEO.
Dopo aver lasciato Ning nel marzo 2010, ha iniziato a lavorare all'azienda di venture capital Andreessen Horowitz.
Nel settembre 2011, Bianchini è diventata capo della start-up Mighty Network, finanziata privatamente, a Palo Alto. Inoltre, nel 2011, è diventata un'investitrice informale in Levo League insieme a Sheryl Sandberg, COO di Facebook.
Prima di Ning, è stata cofondatrice e presidente di Harmonic Communications, poi acquisita da Dentsu. Ha anche ricoperto diversi ruoli a CKS Group e Goldman Sachs & Co.
Si è laureata all'Università di Stanford nel 1994 ed è apparsa nella copertina della rivista Fortune.